# Chief constable

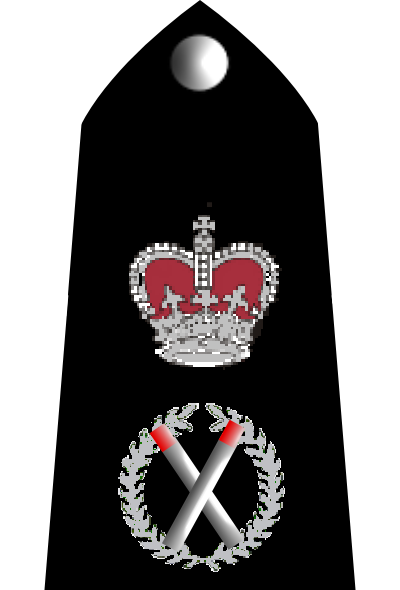
Distintivo del Chief contabile

Il chief constable (capo della polizia) è un grado della polizia britannica che viene utilizzato in tutto il paese con poche eccezioni ed è il grado più alto. Le eccezioni includono la City of London Police, la Metropolitan Police, la British Transport Police, la Ministry of Defence Police e la Civil Nuclear Constabulary; che spesso utilizzano il grado di commissario.
Il grado di Chief constable è utilizzato anche fuori del Regno Unito dalla Isle of Man Constabulary, dal States of Guernsey Police Service, dalla States of Jersey Police, dai presidenti dell'Association of Chief Police Officers (ai sensi del Police Reform Act 2002) e dal 2004 dal capo della Royal Park Constabulary. Ci sono attualmente 50 capi di polizia nel Regno Unito e nei suoi territori.
Nota: l'alto grado di un capo della polizia deve essere distinto dal semplice agente, che è molto al di sotto di un ispettore capo.